# 昂让维尔
昂让维尔（法語：Engenville，法語發音：[ɑ̃ʒɑ̃vil]）是法国卢瓦雷省的一个市镇，位于该省北部，属于皮蒂维耶区。

## 地理
昂让维尔（48°14'17"N, 2°14'46"E）面积18.1 平方千米，位于法国中央-卢瓦尔河谷大区卢瓦雷省，该省份为法国中北部省份，北起埃松省，西北接厄尔-卢瓦省，西南接卢瓦-谢尔省，南至涅夫勒省和谢尔省，东临约讷省，东北接塞纳-马恩省。
与昂让维尔接壤的市镇（或旧市镇、城区）包括：欧德维尔、塞萨维尔-多桑维尔、吉涅维尔、安特维尔拉盖塔尔、马尔桑维利耶、旧皮蒂维耶、拉穆吕。

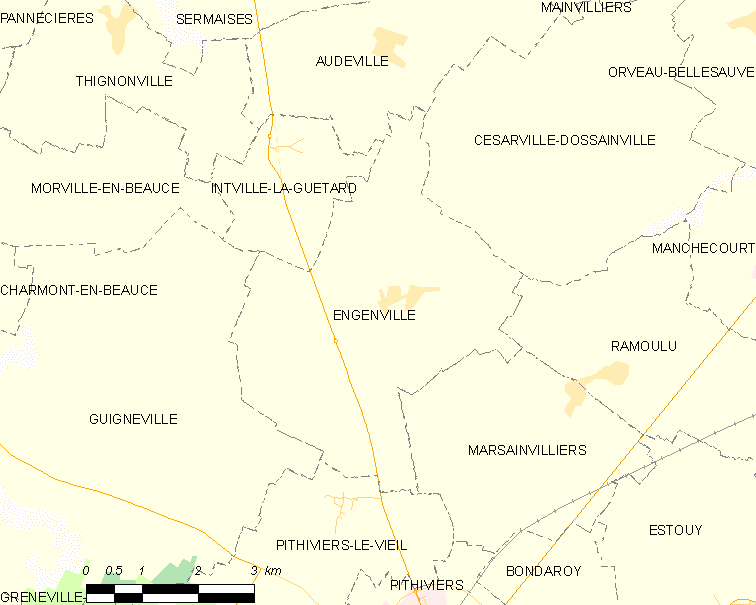
昂让维尔的OSM定位图

昂让维尔的时区为UTC+01:00、UTC+02:00（夏令时）。

## 行政
昂让维尔的邮政编码为45300，INSEE市镇编码为45133。

## 政治
昂让维尔所属的省级选区为皮蒂维耶县。

## 人口

1962-2008年间昂让维尔人口变化图示

昂让维尔于2022年1月1日时的人口数量为539人。